# Omphalucha extorris
Omphalucha extorris là một loài bướm đêm trong họ Geometridae.